# Jianshan, Tianjin
Jianshan (kinesiska: 尖山, 尖山街道) är ett stadsdelsdistrikt i Kina. Det ligger i storstadsområdet Tianjin, i den norra delen av landet, nära eller i stadens centrum. Antalet invånare är 91 767. Befolkningen består av 47 215 kvinnor och 44 552 män. Barn under 15 år utgör 7,0 %, vuxna 15-64 år 82 %, och äldre över 65 år 10,0 %.